# Децим Юній Сілан Гетулік
Децим Юній Сілан Гетулік (лат. Decimus Iunius Silanus Gaetulicus; прибл. 30 — після 63) — державний діяч Римської імперії.

## Життєпис
Походив з патриціанського роду Корнеліїв, його гілки Лентулів. Син Гнея Корнелія Лентула Гетуліка, консула 26 року, і Апронії Цезіани. Після загибелі у 39 році батька був всиновлений Децимом Юнієм Сіланом. У 63 році прийнятий до колегії коллінських саліїв. Про подальшу долю немає відомостей.

## Родина
Дружина — Лутація Катула
Діти:
- Марк Юній Сілан Лутацій Катул